# Dog Island (Anguilla)
Dog Island ist eine zum Britischen Überseegebiet Anguilla des Vereinigten Königreichs gehörende unbewohnte Insel im Karibischen Meer.

## Geographie
Mit einer Fläche von 207 ha ist Dog Island die drittgrößte Insel von Anguilla. Sie liegt ungefähr 13 km nordwestlich der Hauptinsel Anguilla.
Vor der West-, der Nord- sowie der Nordostküste von Dog Island liegen drei kleine Sandinseln: West Cay, Mid Cay und East Cay.
Dog Island ist niedrig und felsig, mit einer maximalen Höhe von 29 Metern mit drei kleinen Buchten an der Nord- und Westküste (Savannah Bay im Nordosten, Spring Bay im Nordwesten, und Bailey’s Cove im Westen). Die Küste ist geprägt von niedrigen Klippen, die sich mit Sandstränden abwechseln. An zwei Stränden liegen große Teiche. Fünf Kilometer östlich von Dog Island liegen die Prickly Pear Cays.

## Tier- und Pflanzenwelt
Der zentrale Teil der Insel ist mit dornigem Gestrüpp und Feigenkakteen bedeckt. Die Insel mit ihren Buchten wurde von BirdLife International als wichtiges Vogelschutzgebiet ausgewiesen, da hier eine große Anzahl nistender Seevögel lebt, hauptsächlich Rußseeschwalben mit über 100.000 registrierten Paaren. Andere Seevögel, die in geringerer Anzahl brüten, sind Rotschnabel-Tropikvögel, Prachtfregattvögel, Masken- und Weißbauchtölpel, Lachmöwen, Zügelseeschwalben und braune Noddis. Zu den auf der Insel anzutreffenden Reptilien zählen die Anguilla-Bank-Ameive, die Anguilla-Bank-Anole  (eine Dactyloa-Art), der kleine Zwerggecko, der kleinste Gecko der Insel und eine zu der Familie der Skinke zählende Mabuye-Art. Es gibt auch wilde Ziegen.